# إيملي جين وايت
إيملي جين وايت (بالإنجليزية: Emily Jane White)‏ هي مغنية وملحنة ومغنية مؤلفة أمريكية، ولدت في 1982 في سان فرانسيسكو في الولايات المتحدة.

## وصلات خارجية
- الموقع الرسمي
- إيملي جين وايت على موقع ميوزك برينز (الإنجليزية)
- إيملي جين وايت على موقع أول ميوزيك (الإنجليزية)
- إيملي جين وايت على موقع ديسكوغز (الإنجليزية)